# 충성
충성(忠誠, allegiance)은 국민, 신민, 시민들이 자신들의 국가나 군주에 대해 소유되거나 자유로이 바치는 충실함(신의)의 의무이다. 충의(忠義)라고도 한다.

## 용어
충성의 영어 낱말은 allegiance이며 이 단어의 중세 영어 낱말은 ligeaunce이다. al 두문자를 추가한 이유는 혐의를 의미하는 다른 법적 용어 allegeance(allegation)와의 혼동을 피하기 위해 추가된 것으로 본다. 충성은 고대 프랑스어 낱말 liege에서 비롯된 liege(군왕, 영주)에서 형성되었다. "묶다"를 뜻하는 라틴어 낱말 ligare와 연결되었다는 주장에는 오류가 있다.

## 종류
- 국소적 충성(local allegiance)[3]
- 자연적 충성(natural allegiance)[4]

## 같이 보기
- 천명
- 반역죄
- 1812년 전쟁

## 추가 문헌
- Salmond on "Citizenship and Allegiance," in the Law Quarterly Review (July 1901, January 1902).